# Rosário Oeste
Rosário Oeste là một đô thị thuộc bang Mato Grosso, Brasil. Đô thị này có diện tích 8802,047 km², dân số năm 2007 là 17896 người, mật độ 2,03 người/km².